# Denu

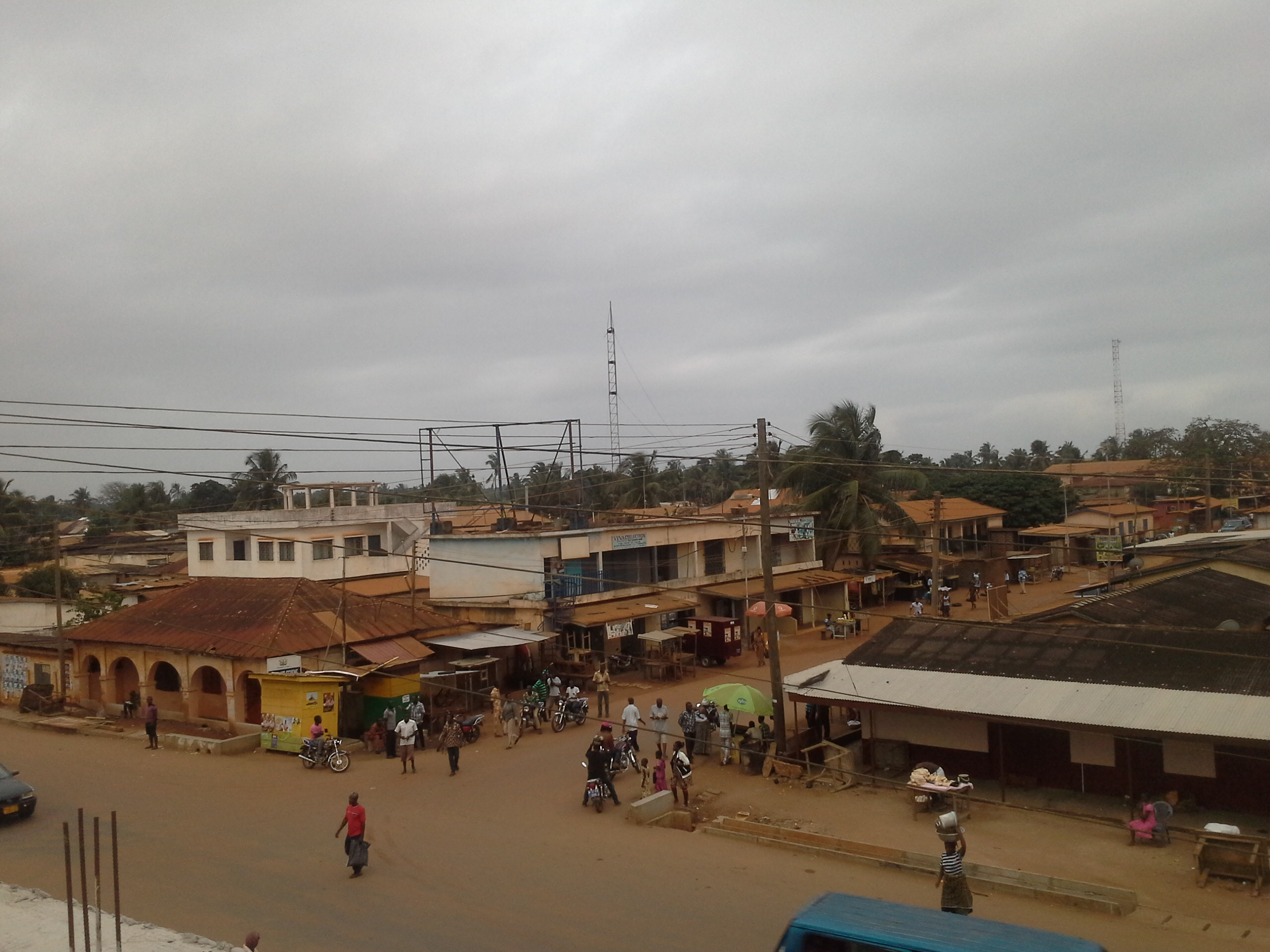
Vy över centrala Denu.

Denu är en ort i sydöstra Ghana, belägen vid Guineabukten, några kilometer sydväst om Togos huvudstad Lomé. Den är huvudort för distriktet Ketu South, och folkmängden uppgick till 6 051 invånare vid folkräkningen 2010.